# Rec. 601
Le format CCIR 601, connu également sous les noms ITU-R BT.601 et REC. 601 fut défini par le CCIR. Il régit la numérisation d'un flux vidéo entrelacé analogique, au format 525 lignes / 60 Hz ou 625 lignes / 50 Hz.
La vidéo numérisée sous ce format doit utiliser l'encodage de couleur YUV 4:2:2, avec la luminance qui doit être codée au minimum sur 8 bits et la chrominance sur 4 bits.